# Predrojstvena diagnostika
Predrojstvena oz. prenatalna diganostika je skupek postopkov in preiskav, s katerimi ugotavljamo bolezni ali razvojne nepravilnosti zarodka oz. ploda. Kot del sodobnega predporodnega varstva zajema preiskave nerojenega otroka in nosečnice za ugotovitev morebitnih nepravilnosti otroka (npr. spina bifida, cistična fibroza, Downov sindrom in druge kromosomske nepravilnosti).

## Razlogi
Razlogi za opravljanje predrojstvene diagnostike so na splošnem treh vrst:
- omogoči hitro prepoznavo bolezni in s tem morebitno zdravljenje že med nosečnostjo ali pripravo na zdravljenje takoj po porodu;
- daje staršem možnost odločitve o tem, ali bodo plod s hudimi nepravilnostmi obdržali;
- omogoči staršem, da se psihološko, socialno in medicinsko pripravijo na otroka z zdravstvenimi težavami oz. prizadetostjo ali na morebitno rojstvo mrtvega otroka.[1]

Medicinske indikacije za prenatalno diagnostiko so:
- starost matere ob porodu 37 let ali več,
- predhodno ugotovljena kromosomska nepravilnost pri plodu ali otroku,
- starši nosilci kromosomske preureditve ali prenašalci monogenske bolezni,
- rezultat presejalnega testa z visokim tveganjem,
- ultrazvočno ugotovljene nepravilnosti pri plodu,
- psihološka indikacija.[3]

## Metode
Prenatalni presejalni testi za kromosomopatije omogočajo iskanje plodov s povečanim tveganjem za določeno bolezen ali razvojno nepravilnost v navidezno zdravi populaciji. Presejanje je smiselno, če ima nosečnica možnost, da se pri pozitivnem rezultatu oz. pri ugotovljenem visokem tveganju presejanja odloči za nadaljnje diagnostične prenatalne preiskave. Najstarejši presejalni test je presejanje populacije mater na osnovi njihove starosti. Po 35. letu začne naraščati tveganje za trisomijo 21 pri plodu. Z razvojem medicinske tehnike so se anamnezi pridružili še različni ultrazvočni, biokemični in kombinirani presejalni testi, ki se izvajajo v prvem in drugem trimesečju nosečnosti.
Med prenatalne presejalne teste, ki se uporabljajo v prvem trimesečju nosečnosti, spadajo:
- presejanje na podlagi starosti matere,
- presejanje na podlagi starosti matere in ultrazvočni pregled ploda z merjenjem debeline nuhalne svetline,
- presejanje na podlagi starosti matere, ultrazvočni pregled z merjenjem debeline nuhalne svetline in ocena prisotnosti nosne kosti,
- presejanje na podlagi starosti matere in dvojni hormonski test,
- presejanje na podlagi starosti matere, ultrazvočni pregled z merjenjem debeline nuhalne svetline, ocena prisotnosti nosne kosti in dvojni hormonski test
- kombinirani test z ultrazvočno oceno pretoka skozi venski duktus ali oceno prisotnosti trikuspidne regurgitacije pri plodu,
- testiranje proste plodove DNK iz vzorca materinega seruma.

V drugem trimesečju pa naslednji presejalni testi:
- presejanje na podlagi starosti matere in trojni ali četverni hormonski test,
- ultrazvočni pregled morfologije ploda.[4]

Prenatalni diagnostični postopki so namenjeni odkrivanju razvojnih nepravilnosti pri plodu in pridobivanju vzorcev za genetsko testiranje pred rojstvom. Uporabljajo se invazivne in neinvazivne metode dela. 

### Invazivne in neinvazivne diagnostične metode
Pri invazivnih metodah se za testiranje uporablja različne celice, običajno so to celice iz plodovnice, horionske resice, plodova kri ali različna plodova tkiva. Za neposredni odvzem vzorca je zahtevan poseg v plodovo okolje ali v njegovo telo. Uporabljajo se naslednje metode:
- amniocenteza v drugem ali tretjem trimesečju nosečnosti, s katero se pridobi vzorec plodovnice,
- biopsija horionskih resic v prvem trimesečju nosečnosti,
- placentocenteza (horionske resice) v drugem in tretjem trimesečju nosečnosti,
- kordocenteza (vzorec plodove krvi) v drugem in tretjem trimesečju nosečnosti,
- fetoskopija v drugem trimesečju nosečnosti za vzorčenje plodovih tkiv.[5]

Med neinvazivne diagnostične metode spada ultrazvočni pregled ploda, ki je namenjen odkrivanju in prepoznavanju strukturnih razvojnih nepravilnosti, pokriva pa tudi področje presejanja za razvojne nepravilnosti. Pri tej metodi je pomembna klinična ocena števila in vrste ultrazvočno odkritih nepravilnosti. V Uradnem listu Republike Slovenije je zapisano, da se prva ultrazvočna preiskava opravi v obdobju med 8. in 12. tednom nosečnosti – pregled omogoča izključitev oziroma potrditev večplodnih nosečnosti in horionosti, nepravilnosti maternice, nepravilnosti zgodnjih oblik nosečnosti, nepravilne tvorbe v spodnjem delu trebuha, ne obsega pa pregleda nuhalne svetline. Druga ultrazvočna preiskava se opravi okrog 20. tedna nosečnosti (morfologija ploda, ocena plodove rasti).
Prenatalne preiskave, ki se nato izvajajo na vzorcih plodovnice, horionskih resic ali na vzorcih plodove krvi in tkiv, so: diagnostični genetski testi (kariotipizacija, fluorescentna in situ hibridizacija, molekularno genetske preiskave), biokemične preiskave, mikrobiološke in serološke preiskave, hematološke preiskave, histološke in elektronskomikroskopske preiskave.  
V Uradnem listu RS je zapisano, da imajo nosečnice, stare med 35 in 37 let v času pričakovanega dneva poroda, pravico do presejalnega testa, ki je lahko merjenje nuhalne svetline ali trojni presejalni test. Po 37. letu starosti v času pričakovanega dneva poroda ima nosečnica pravico do kariotipizacije (horionska biopsija ali amniocenteza). Do kariotipizacije so upravičene – ne glede na starost – tudi nosečnice s pozitivnim presejalnim testom.

## Predimplantacijska genetika
Z razvojem predimplantacijske genske diagnostike je pri zunajtelesni oploditvi mogoče še pred ugnezditvijo zarodka v maternico pregledati celice zarodka in na ta način ugotoviti, kateri geni so prisotni, odsotni, mutirani. Odvzem celic za preiskave ne ogroža obstoja zarodka, izolirane celice se lahko testirajo na vse gene, ki nas zanimajo. Nato lahko »zdrave« zarodke vsadijo v maternico, tiste z okvaro pa zavržejo. Na tak način je za mnoge pare lažje, ker se v maternico vstavi zdrav zarodek in se jim ni potrebno kasneje odločati za splav zaradi okvar ploda.

## Etični vidik
Vsaka invazivna preiskava prinaša poleg neposredne koristi diagnostičnega postopka tudi tveganje za zaplete ali prekinitev nosečnosti. Do prekinitve nosečnosti pride v 1–2 % invazivnih preiskav, njen delež je največji pri fetoskopiji (do 5 %). Leta 2020 so s kohortno študijo, v katero so vključili vse nosečnice, ki so imele med 2013 in 2015 na Kliničnem oddelku za perinatologijo UKC Ljubljana biopsijo horionskih resic ali amniocentezo, ugotovili, da je pogostost zapletov v nosečnosti primerljiva s številom zapletov v nosečnostih brez invazivnega posega (0,5 %).
Dejanje se moralno ovrednoti na podlagi treh dejavnikov: kdo je objekt dejanja, v kakšnih okoliščinah se dejanje dogaja in kakšen je namen. Prenatalna diagnostika ne predstavlja etičnih problemov glede objekta, ker gre za iskanje resnice v dani situaciji. Glede tehnik je prenatalna diagnostika dopustna, če uporabljene tehnike ščitijo življenje ter integriteto zarodka in njegove mame in ju ne sili v pretirana tveganja oz. je usmerjena v ohranitev ali ozdravitev zarodka. Zagovorniki nedotakljivosti človeškega življenja od spočetja dalje nasprotujejo prenatalni diagnostiki, če je njen namen izzvati splav, ko zdravnik odkrije napake pri plodu. Prav tako opozarjajo, da je tak poseg nedopusten, kadar ni več sorazmerja med realnim tveganjem in domnevnimi koristmi.

### Informiran pristanek za predrojstveno diagnostiko
Vsak presejalni test ali diagnostična preiskava mora biti staršem ustrezno predstavljena. Omogočena mora biti možnost informiranega pristanka s svetovanjem pred presejanjem, med njim in po njem. Pomembno je, da zdravnik staršem predstavi tako koristi kot tudi tveganja preiskave z vidika matere in ploda. Zdravnik se mora zavedati edinstvenosti in pomembnosti svoje vloge v dialogu s starši. Odločitev za preiskavo je težka in pomembno je, da so starši seznanjeni, da jo lahko zavrnejo, v kolikor menijo, da informacija, ki jo bodo pridobili s preiskavo, za njih ne bo imela pomembne vrednosti oz. če menijo, da je preiskava preveč tvegana. Nekateri starši se za preiskavo odločijo, da se lahko kar najbolje pripravijo na čas, ki ga bodo imeli možnost preživeti z otrokom. Drugi se na podlagi rezultatov preiskave odločijo za tvegane prenatalne intervencije z upanjem na boljši izid za otroka.
Pomemben je pogovor z zdravnikom, ki naj bi staršem podal naslednje informacije:
- o obolenju, za katerega bo potekalo testiranje,
- o verjetnosti, da bi otrok imel genetsko obolenje, zaradi katerega svetujejo testiranje,
- o preiskavi in rezultatih,
- o zanesljivosti preiskave,
- o tveganju, da bo izvid raziskave negotov in bo potrebno preiskavo ponoviti,
- o tveganju za prekinitev nosečnosti,
- o tem, kdaj bodo znani rezultati preiskave in kako bodo posredovani,
- o možnostih v primeru, da bo pri otroku ugotovljeno genetsko obolenje,
- o emocionalnem vplivu preiskave na partnerja.[11]

Starši morajo biti seznanjeni s koristmi in tveganji preiskave in možnimi alternativami, ki so na voljo. Na voljo jim morajo biti uravnotežene informacije, ki upoštevajo širok nabor možnosti, ki jih imajo starši. V primeru pozitivnega testa jim mora biti omogočen tudi pogovor s strokovnjakom, ki ima izkušnjo z obravnavo otroka s takšno diagnozo oz. se jim omogoči stik z osebo, ki se je na določen način z diagnozo že srečala v svojem življenju. Najpomembnejše je, da se odločitev staršev spoštuje, da se jih obravnava kot kompetentne odrasle osebe, ki imajo možnost avtonomne odločitve na podlagi svojih vrednot in ciljev. Ob tem pa jim je potrebno nuditi holistično, empatično in podpirajočo obravnavo. Kot etično sprejemljivo je potrebno sprejeti tudi odpoved uporabi predrojstne diagnostike, ko starši izrazijo pripravljenost, da brez pridržkov priznajo človeško življenje, brez da bi se ga podvrglo ocenjevanju.

### Krščanski pogled
Kot navaja papež Janez Pavel II. v okrožnici Evangelij življenja (1995), je predrojstvena diagnostika etična, kadar ni nesorazmernih nevarnosti za otroka in mater ter ima namen, da omogoča zgodnje zdravljenje z vedrim in zavestnim sprejetjem nerojenega otroka. Predrojstvena diagnostika je tako iz krščanskega vidika etična: kadar ne ogroža življenja ali fizične integritete nerojenega otroka ali matere oz. ju kakorkoli drugače ne ogroža; kadar diagnoza nudi informacije, ki so koristne za obravnavo matere v nosečnosti ali za pred oz. poporodno obravnavo otroka; in kadar starša oz. vsaj mati svobodno in informirano pristane na preiskavo.
Krščanski pogled na življenje tako podpira smer bioetike, ki temelji na spoštovanju nedotakljivosti in svetosti človeškega življenja. Človek v tem pogledu nima absolutne pravice nad svojim življenjem in življenjem drugih. Življenje je tretirano kot dar, ki ga človek sprejme kot nekaj svetega in kot priložnost, da iz življenja naredi nekaj velikega.
Z drugimi besedami, odločitev za predrojstveno diagnostiko je moralno sprejemljiva, če se pri tem upoštevajo tri normativna merila za vrednotenje: upravičenost zaradi ciljev, preverjanje sredstev in odgovornost za posledice. Določitev ciljev, zaradi katerih se predrojstvena diagnostika izvaja, je individualno različna in lahko služi različnim ciljem. Aplicirati se sme samo v okviru medicinske problematike in ne za razvoj splošnih značilnosti, kot so: pripadnost določenemu spolu, fenotipske lastnosti in psihične dispozicije. Na ta način namreč otrok postane predmet želje tujih interesov in je s tem kršen njegov status subjekta.  Argument proti prenatalni diagnostiki sicer je, da skoraj pri nobenem obolenju ne poznamo terapije za in utero obravnavo ugotovljenih kromosomopatij in na ta način ne moremo izboljšati izida nosečnosti. Je pa na drugi strani prednost, da starši lahko na ta način diagnozo sprejmejo in se pripravijo na življenje z otrokom s takšno diagnozo.